# Білка (притока Тетерева)
Білка — річка в Україні, в Радомишльському районі Житомирської області, права притока Тетерева (басейн Дніпра). 
Довжина річки 40 км, площа басейну 354 км². Долина трапецієподібна, завширшки до 2 км, завглибшки 20 м. Річище слабозвивисте, завширшки 5 м, у верхній та середній течії частково каналізоване. Похил річки 1 м/км. 
Білка бере початок на південний схід від села Кочерева, на висоті 209 м над р. м. Протікає через такі села: Забілоччя, Негребівка, Таборище, Білка, Хомівка та Кримок. 
Річка спочатку тече на північний захід, потім повертає на північний схід і біля села Білки знову повертає на північний захід. Впадає до Тетерева на північний захід від села Кримок. 
По течії річки розташовані порівняно великі стави, серед яких виділяються водойми біля сіл Хомівка та Кримок. Однак найбільшим ставом вважається водойма протяжністю 8,9 км, що тягнеться вздовж Тетерева. 
Річка становить важливе місце в розвитку та ведення господарства. У ній живуть численні види риб, околиці (особливо в нижній течії, де значні лісові масиви) населяють різноманітні тварини. 

## Притоки
- Жиловець - права притока у Макарівському й Радомишльському районах Київської й Житомирської областей. Бере початок на північній околиці присілку Садків-Строївки. Тече переважно на північний захід через Раковичі і на північно-східній стороні від Негребівки впадає у річку Білку, праву притоку Тетерева. [2][3][4][5].
- Раївка
- Гуска